# پیریت
پیریت یا پیریت آهن که در متن‌های کهن فارسی مارقشیشا نامیده می‌شود، یک کانی با فرمول شیمیایی FeS2 است.
پیریت از لغت یونانی پیر به معنی آتش گرفته شده‌است. شاید این نامگذاری به علت تولید جرقه‌است که بر اثر برخورد با سنگ‌های دیگر حاصل می‌شود. این کانی را در کانی‌شناسی قدیم ایران با مارکازیت یکی دانسته‌اند. در فارسی واژهٔ برنجه و سنگ نور نیز برای پیریت بکار برده می‌شود. ترکیب شیمیایی آن دارای ۴۶/۶ درصد آهن و ۵۳/۴ درصد گوگرد است که به صورت FeS۲ مشاهده می‌شود. از نظر کریستالوگرافی سیستم تبلور مکعبی دارد که شبیه به نمک طعام می‌باشد. علاوه بر تبلور مکعبی، پیریت به صورت اکتاهدرال و پیریتوهدرال و گاهی دودکاهدرال دیده می‌شود. علاوه بر عناصر یاد شده ناخالصی‌هایی از نیکل، کبالت، طلا، نقره، مولیبدن، کرومیوم، وانادیوم، تنگستن، تالیوم، مس، روی، آرسنیک و تیتانیوم در کانی یاد شده می‌تواند مشاهده گردد.
درخشش و رنگ زرد کم رنگ برنجی این فلز، سبب شباهت ظاهری آن به طلا شده و از این رو به نام مستعار طلای ابلهان معروف است، این رنگ همچنین به برنجی، برنز و برزیل ملقب است که در درجهٔ اول به پیریت موجود در زغال‌سنگ گفته می‌شود.
.en:Pyrite
اشکال ظاهری آن به صورت بلوری، آگریگات توده‌ای، دانه‌ای، دندریتی اشباع شده، سودومورف و پودری است. پیریت از نظر سختی ترد بوده و دارای خاصیت غیر مغناطیسی (دیا مغناطیس) است. شکستگی آن به صورت صدفی و اکثراً ناهموار بوده و چگالی آن ۵/۱–۴/۹۵می‌باشد. پیریت در آب، اسید سولفوریک و اسید کلریدریک نامحلول بوده و در اسید نیتریک حل شده و در زیر شعله به رنگ آبی درمی‌آید. نقطه ذوب این کانی ۱۱۷۷ تا ۱۱۸۸ درجه سانتی گراد است و خاصیت هدایت الکتریکی متوسطی دارد. این کانی منشأ ماگمایی، دگرسانی مجاورتی، هیدروترمال و رسوبی دارد و با پیروتیت، اسفالریت، گالن، کالکوپیریت، کلسیت، کوارتز، باریت، مارکازیت، آرسنوپیریت و هماتیت همراه است و در درون زغال‌سنگ نیز تشکیل می‌شود. این کانی برای تهیه اسید سولفوریک استفاده می‌شود و در رنگ سازی، جهت صیقلی کردن، به ندرت در تهیه آهن و تهیه دی‌اکسید سولفور در کاغذسازی بکار می‌رود.
وجود پیریت و اکسیده شدن آن توسط باکتری، اهمیت زیادی در فروشویی زیستی کانی‌های معدنی دارد و گاهی برای پیشرفت واکنش، به سنگ‌های معدنی افزوده می‌شود. با تجزیه زیستی پیریت، اسید سولفوریک و یون فریک تولید می‌شود که هر دو می‌توانند در تجزیه فراتر سنگ مؤثر باشند.
در معادن، پیریت در معرض هوا قرار می‌گیرد و یک واکنش خودبخودی کندی، با اکسیژن صورت می‌گیرد. این واکنش آغازگر منجر به پیدایش محیط اسیدی می‌شود که برای رشد باکتری‌های خاص مناسب می‌باشد. این باکتری‌ها، آهن فرو را اکسید کرده و +Fe۲ ایجاد می‌کنند که در pH اسیدی محلول بوده و به عنوان یک اکسیدکننده قوی می‌تواند سبب اکسیده شدن بیشتر پیریت و سایر کانی‌ها می‌شود.
در pH بالای ۵/۲ ممکن است رسوب زرد یا قهوه‌ای رنگ جاروسیت [HFe3(SO۴)۲(OH)۶] شکل گیرد که به صورت فاضلاب اسیدی از معدن خارج می‌گردد. طی اکسیده شدن کامل پیریت تنها یک الکترون از بخش آهن کانی آزاد می‌شود و این در حالی است که ۱۴ الکترون از بخش گوگردی رها شده‌است. مجموعه این الکترون‌ها در زنجیره انتقال الکترونی قرار گرفته و انرژی آزاد می‌نمایند. لازم به ذکراست که شکل کریستالی پیریت در سرعت فروشویی کاملاً مؤثر است و رهائی آهن فریک از آن بیشتر از سایر اشکال است
از این فلز میتوان در ساخت کود برای گیاهان خاص استفاده کرد.

## نگارخانه

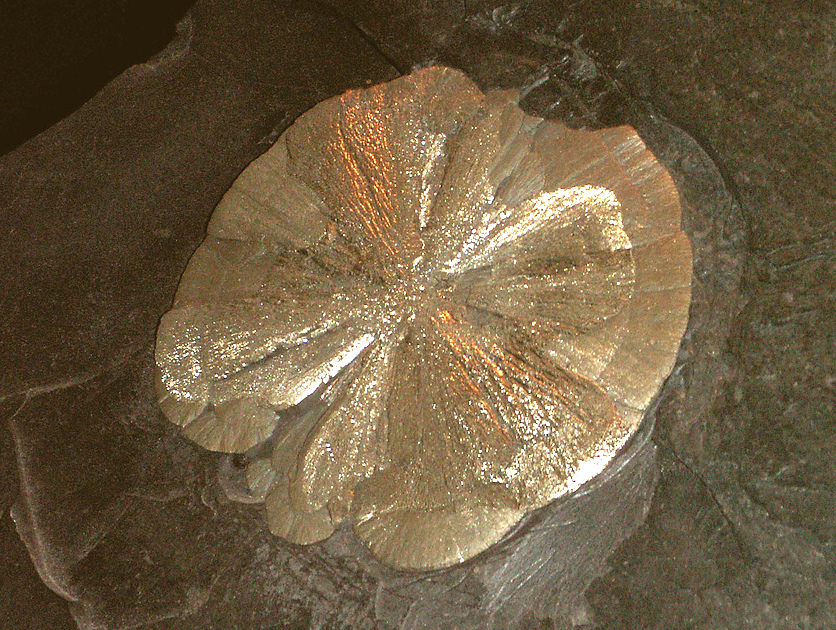
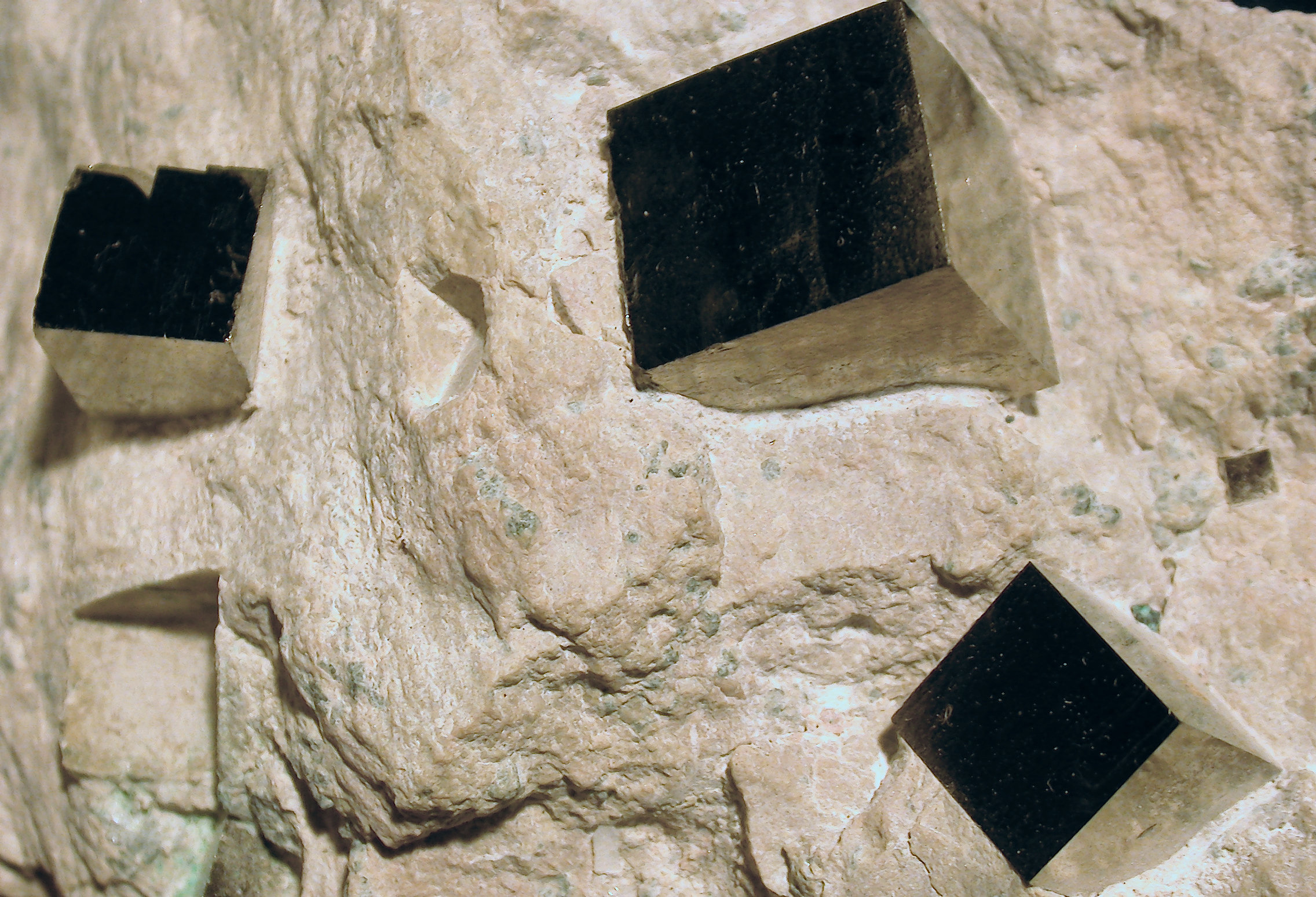
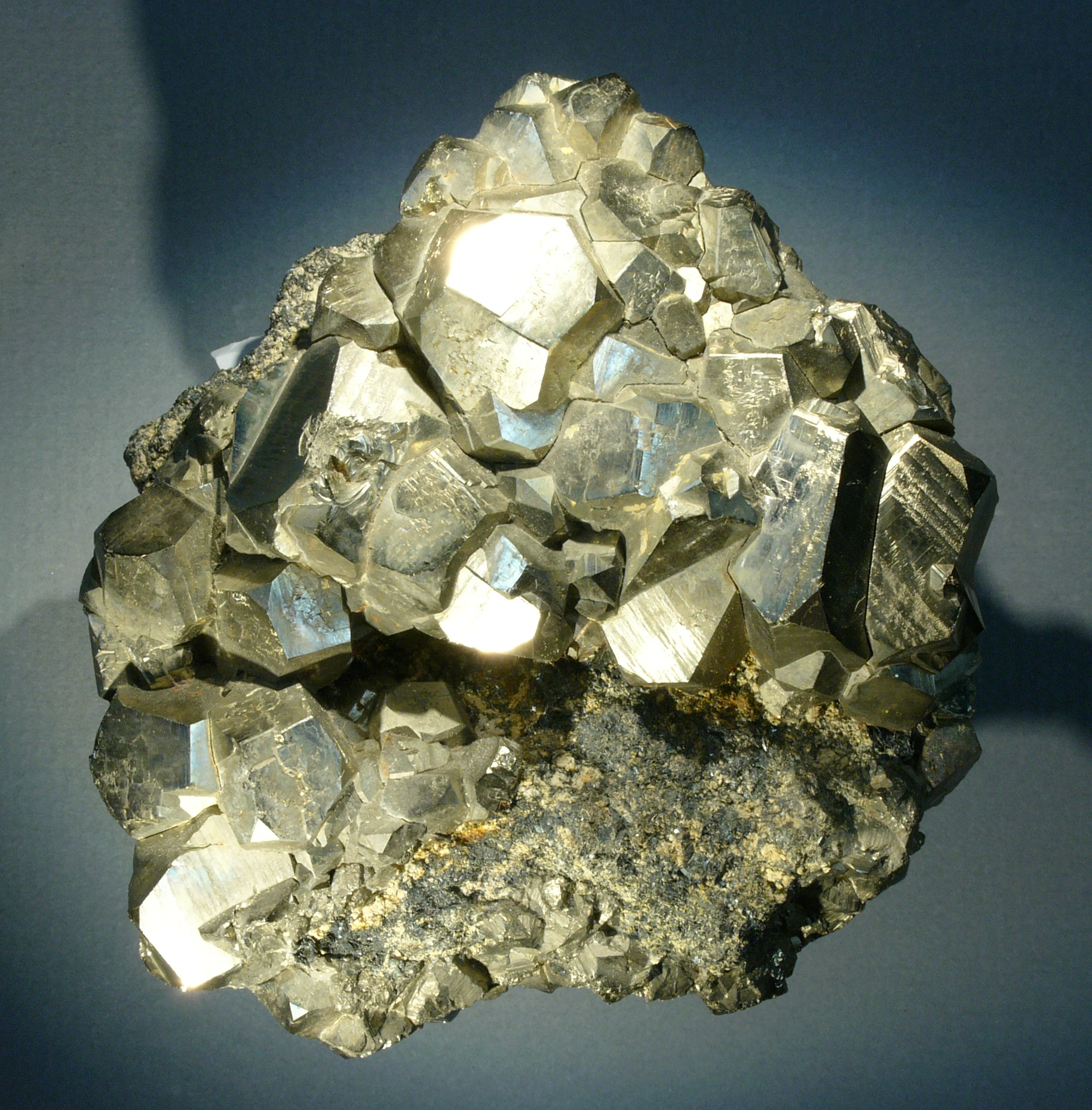
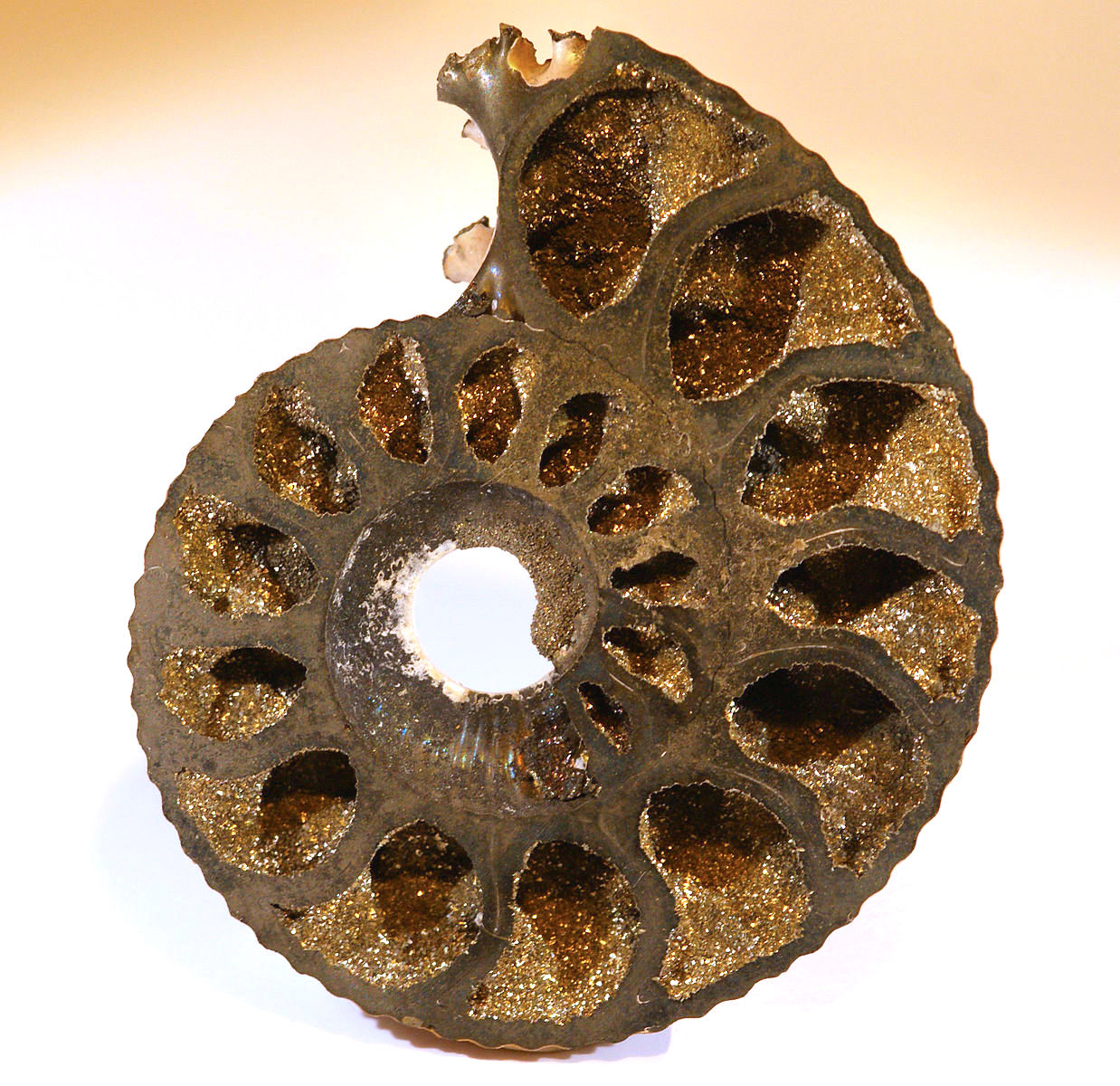